# Placówka Straży Celnej „Stany”

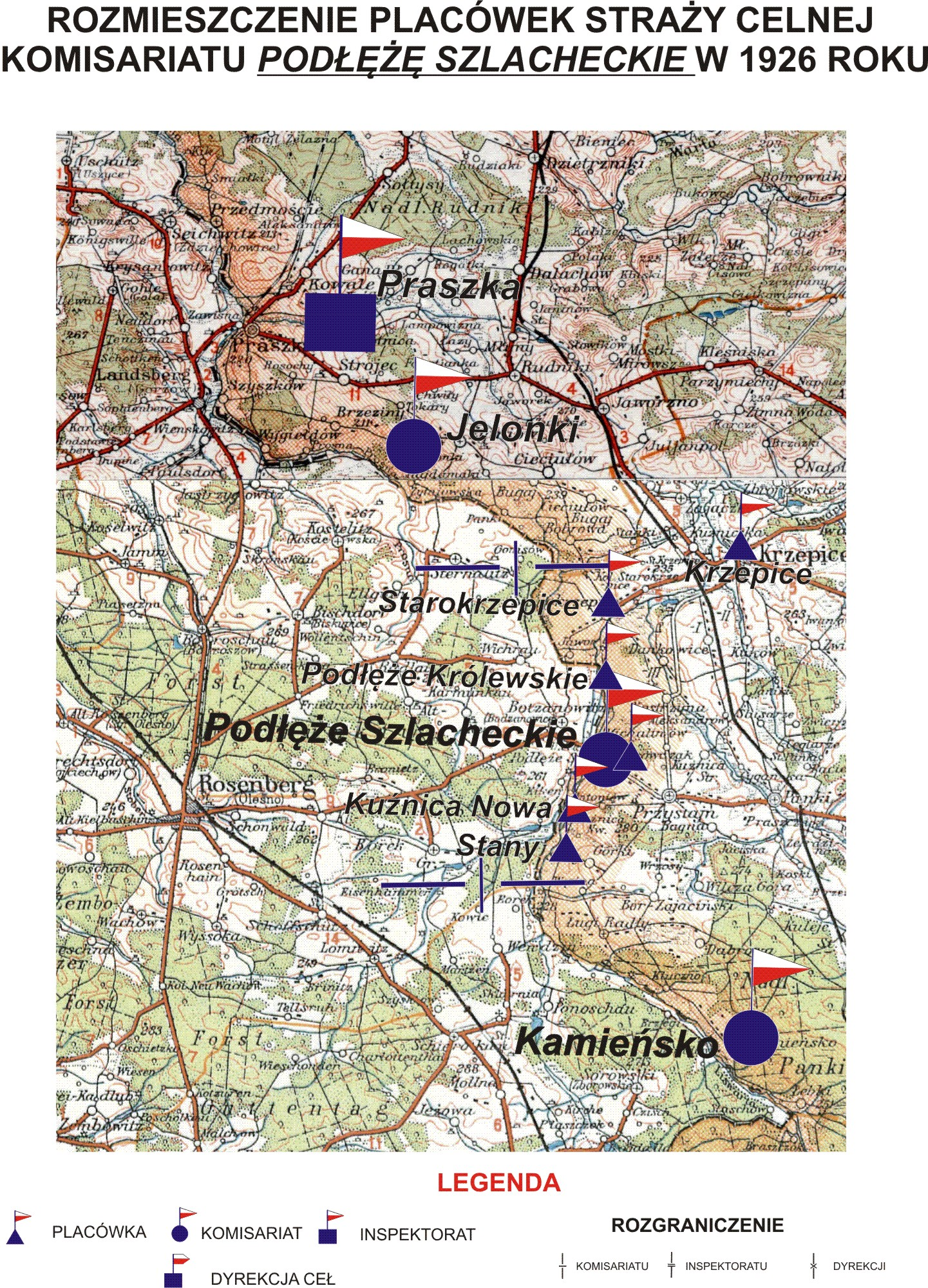
Rozmieszczenie placówek SC Komisariatu Podłęże Szlacheckie w 1926

Placówka Straży Celnej „Stany” – jednostka organizacyjna Straży Celnej pełniąca w okresie międzywojennym służbę ochronną na granicy polsko-niemieckiej.

## Formowanie i zmiany organizacyjne
W 1921 roku w Starokrzepicach stacjonował sztab 3 kompanii 4 batalionu celnego. 3 kompania celna jedną ze swoich placówek wystawiła w Stanach. 
Na wniosek Ministerstwa Skarbu, uchwałą z 10 marca 1920 roku, powołano do życia Straż Celną. Od połowy 1921 roku jednostki Straży Celnej rozpoczęły przejmowanie odcinków granicy od pododdziałów Batalionów Celnych. W 1921 roku w Podłężu Królewskim stacjonował sztab 3 kompanii 5 batalionu celnego. 3 kompania celna jedną ze swoich placówek wystawiła w Stanach. Proces tworzenia Straży Celnej trwał do końca 1922 roku. Placówka Straży Celnej „Stany” weszła w podporządkowanie komisariatu Straży Celnej „Podłęże Szlacheckie” z Inspektoratu SC „Praszka”.
W drugiej połowie 1927 roku przystąpiono do gruntownej reorganizacji Straży Celnej. W praktyce skutkowało to rozwiązaniem tej formacji granicznej. Ochronę północnej, zachodniej i południowej granicy państwa przejęła powołana z dniem 2 kwietnia 1928 roku  Straż Graniczna.
Rozkazem nr 4 z 30 kwietnia 1928 roku w sprawie organizacji Śląskiego Inspektoratu Okręgowego dowódca Straży Granicznej gen. bryg. Stefan Pasławski powołał komisariat Straży Granicznej „Herby”. Placówka Straży Granicznej I linii „Stany” znalazła się w jego strukturze.

## Funkcjonariusze placówki
Kierownicy placówki
| stopień          | imię i nazwisko, numer | okres pełnienia służby | kolejne stanowisko |
| ---------------- | ---------------------- | ---------------------- | ------------------ |
| starszy strażnik | Stefan Wilkosz (675)   | był w 1926             |                    |

Obsada personalna placówki w 1926:
- starszy strażnik Stefan Wilkosz (675)
- strażnik Antoni Batko (827)
- strażnik Jan Izydorczyk (690)
- strażnik Marian Nowak (659)
- strażnik Stanisław Rumiński (409)
- strażnik Michał Tychman (765)